# Bulgaarse parlementsverkiezingen november 2021

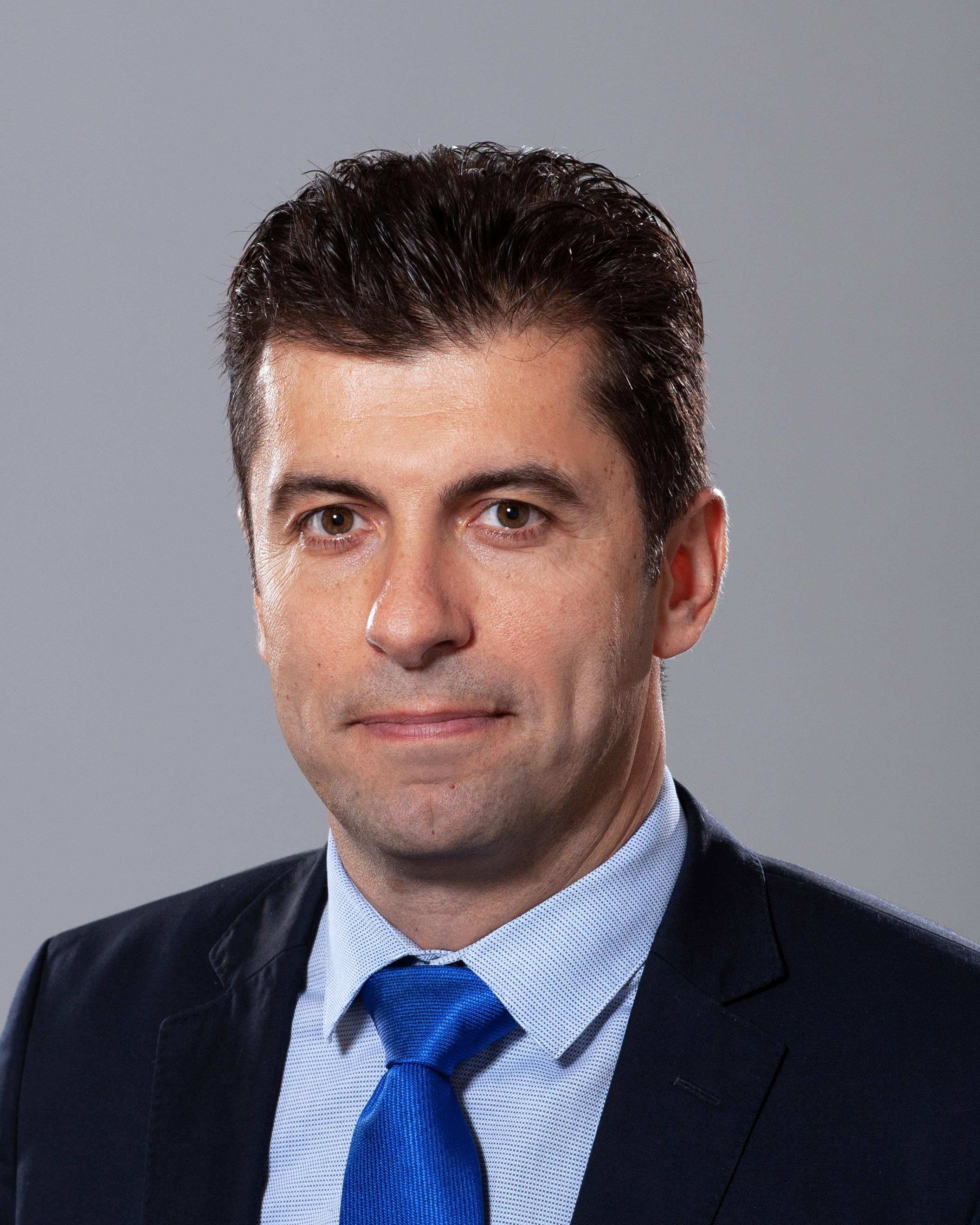
Kiril Petkov (*1980) vormde na de verkiezingen een regering en werd premier.

De Bulgaarse parlementsverkiezingen van 14 november 2021 waren de derde parlementsverkiezingen van het jaar. Na de parlementsverkiezingen van april en juli 2021 slaagde men er telkens niet in om een regering te vormen die kon rekenen op een meerderheid in de Nationale Vergadering Het kartel "Wij gaan door met de Verandering" van anti-corruptieactivist, Kiril Petkov (*1980), werd de grootste partij met 67 zetels. De partij van zittend premier Bojko Borisov (*1959), Burgers voor Europese Ontwikkeling van Bulgarije (GERB) werd met 59 zetels de tweede partij van het land. De Bulgaarse Socialistische Partij (BSP) behaalde met 10,7% van de stemmen het slechtste resultaat in haar meer dan dertig jarig bestaan.

## Presidentsverkiezingen
De parlementsverkiezingen van 14 november 2021 vielen samen met (na later bleek) eerste rond van presidentsverkiezingen. Zittend president Rumen Radev (*1963) kreeg ruim 49% van de stemmen. Zijn voornaamste tegenstrever, Anastas Gerdzjikov (*1963), kreeg bijna 23% van de stemmen. Omdat geen van de kandidaten een meerderheid aan stemmen had behaald, volgde op 21 november een tweede ronde.

## Uitslag
| Afbeelding                      | Partij                               | Stemmen | %       | Zetels   | +/-     |
| ------------------------------- | ------------------------------------ | ------- | ------- | -------- | ------- |
|                                 | Wij gaan door met de Verandering     |         | 25,30%  | 67 / 240 | +67     |
| Logo GERB                       | GERB-SDS                             |         | 22,40%  | 59 / 240 | -4      |
| Logo ITN                        | Er is zo'n Volk                      |         | 9,40%   | 25 / 240 | -40     |
|                                 | BSP voor Bulgarije                   |         | 13,40%  | 36 / 240 | -10     |
| Logo DB                         | Democratisch Bulgarije               |         | 6,30%   | 16 / 240 | -18     |
|                                 | Wedergeboorte                        |         | 4,8%    | 13 / 240 | +13     |
|                                 | Beweging voor Rechten en Vrijheden   |         | 12,80%  | 34 / 240 | +5      |
| Logo IBG.NI                     | Sta op, Bulgarije!, We komen er aan! |         | 2,30%   | 0 / 240  | -13     |
| Andere partijen en kandidaten   | Andere partijen en kandidaten        |         | 3,30%   | 0 / 240  | Stabiel |
| Totaal                          | Totaal                               |         | 100,00% | 240      | Stabiel |
|                                 |                                      |         |         |          |         |
| Geldige stemmen                 |                                      |         |         |          |         |
| Blanco/ ongeldige stemmen       |                                      |         |         |          |         |
| Totaal uitgebrachte stemmen     | Totaal uitgebrachte stemmen          |         | 100,00% |          |         |
| Geregistreerde kiezers/ opkomst | Geregistreerde kiezers/ opkomst      |         | 38,42%  | -1,90%   |         |
| Bron: Uitslag                   |                                      |         |         |          |         |

## Nasleep
Kiril Petkov slaagde er in om een brede coalitieregering te vormen die op 13 december 2021 aantrad. Eind juni 2022 kwam het kabinet-Petkov ten val.